# 菲尔·亨利
菲尔·亨利（英語：Phil Henry，1971年4月16日—），美国男子赛艇运动员。他曾代表美国参加1999年泛美运动会赛艇比赛，获得男子八人单桨有舵手金牌。他也曾入选2000年夏季奥运会美国赛艇队替补名单。